# Miquel Clavaguera Serra

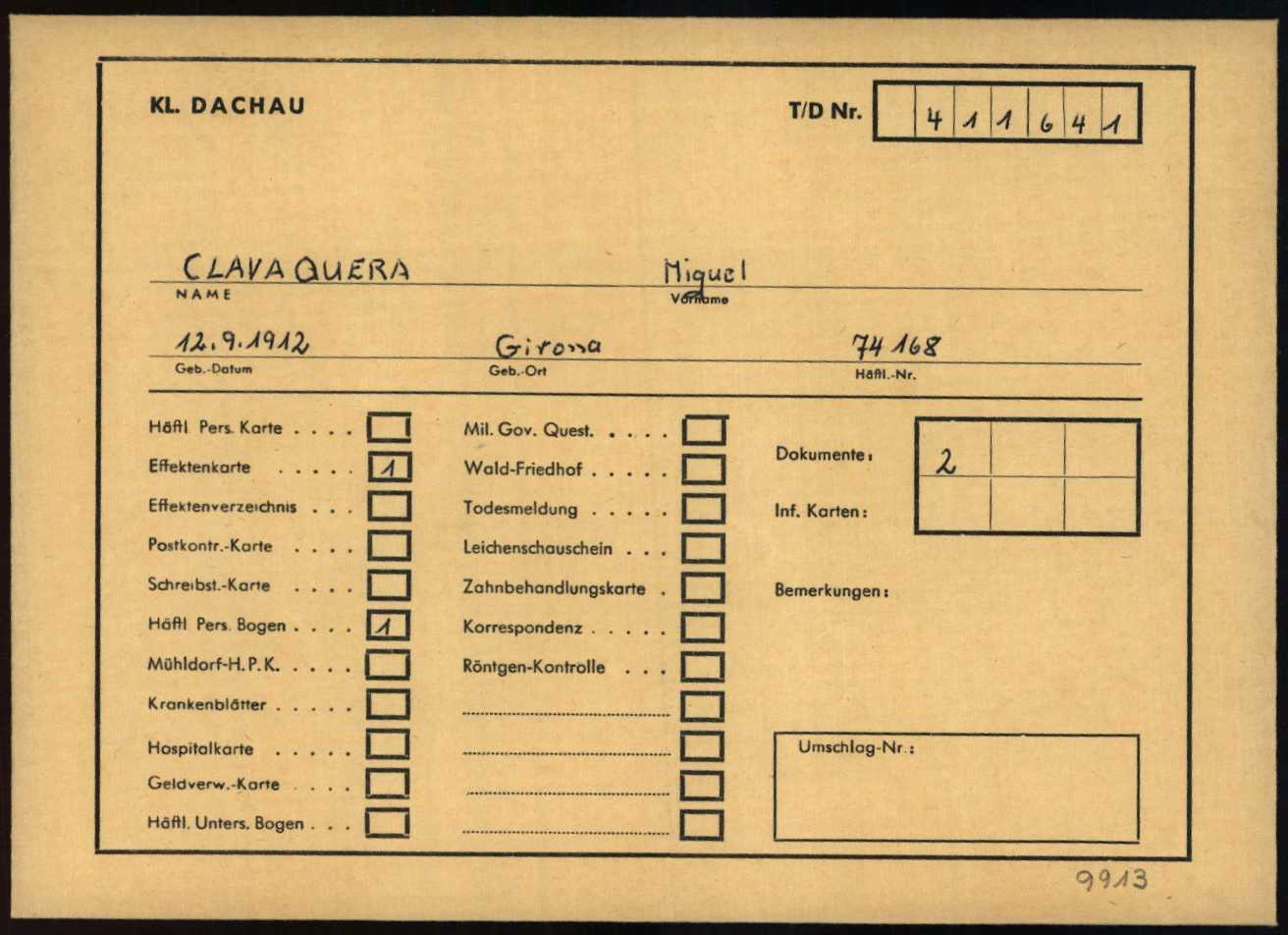
Documentació de Miquel Clavaguera com a intern del camp de concentració de Dachau amb el número 74168

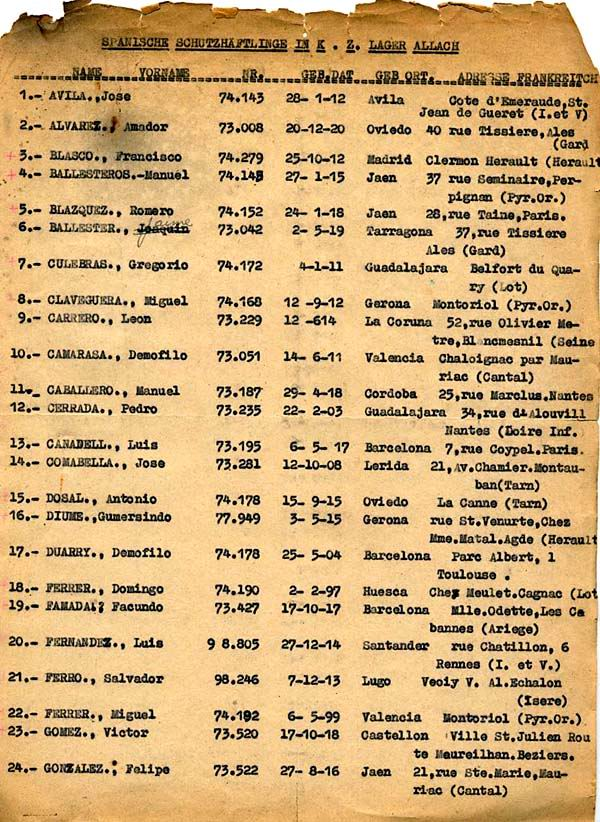
Llista dels republicans espanyols membres del Comando Allach de Dachau

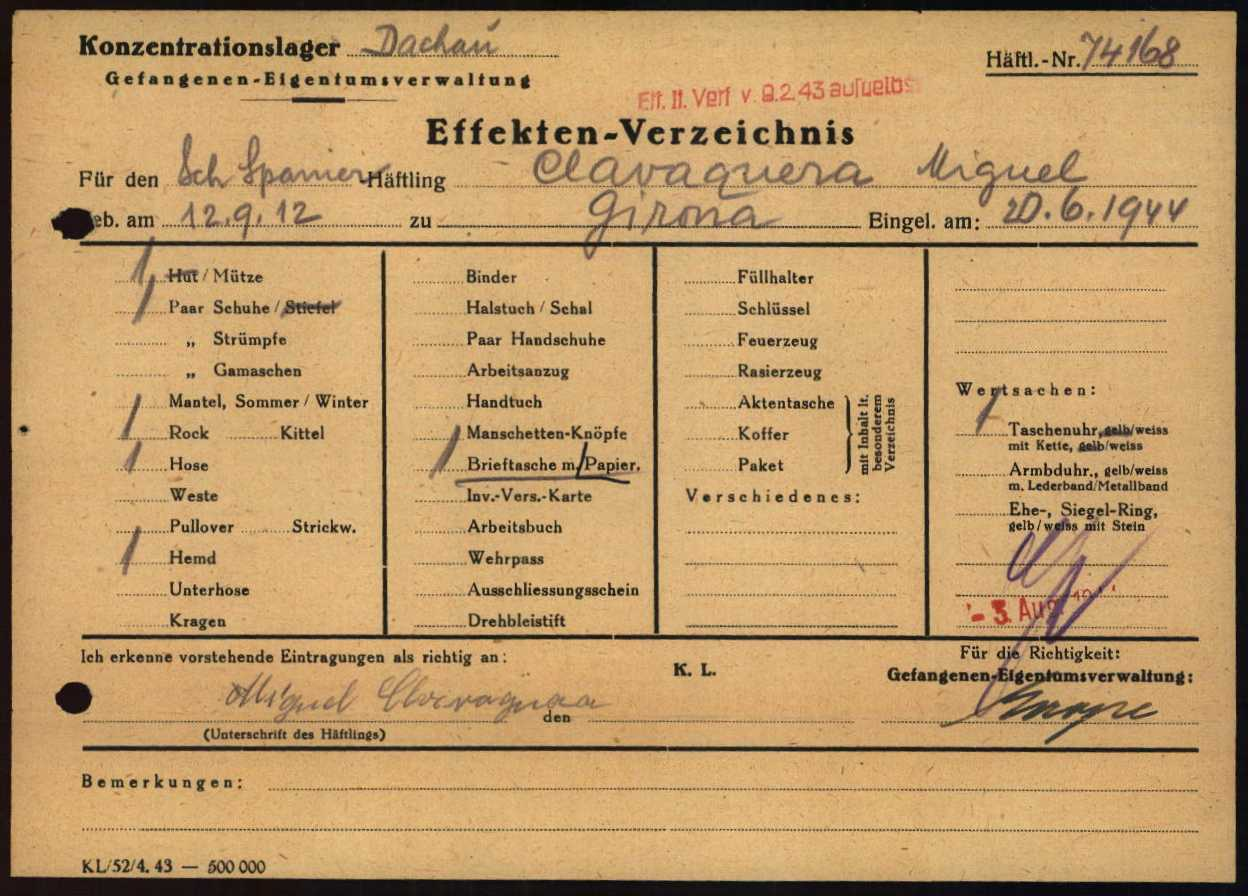

Miquel Clavaguera Serra (Santa Pau, Garrotxa, 12 de setembre de 1912 - Montoriol, França, 15 d'abril de 1984), va ser una víctima del nazisme i supervivent del camp de concentració nazi de Dachau.
Nascut al Mas Casot de Bassols de Santa Pau el 12 de setembre de 1912 i pagès de professió, s'exilià a França el gener de 1939. Establert a la localitat rossellonenca de Montoriol on exercí de carboner. Amb la posterior ocupació nazi de França s'enrolà a la Resistència Francesa i lluità a la Segona Guerra Mundial com a membre de les Forces Franceses de l'interior (FFI). Detingut el 28 d'abril de 1944 com a membre dels maquis de Cameles i Castellnou (Rossellonès), va ser empresonat inicialment fins al 5 de juny a la ciutadella de Perpinyà. A continuació fou deportat a la presó de Campiègne (regió Hauts-de-France) fins al 18 de juny per posteriorment ser deportat al camp de concentració de Dachau
Arribà al Camp de concentració Dachau el 20 de juny de 1944 amb el primer comboi procedent de Compiègne, juntament amb altres 2.143 deportats, dels quals 179 eren republicans espanyols. Una vegada internat a Dachau amb el número 74168 fou destinat al comando extern d'Allach.
Alliberat per les divisions d'Infanteria 42 i 45 del Setè Exèrcit dels Estats Units el 29 de maig de 1945. Reconegut per l'estat francès com a heroi de la Resistència Francesa contra l'ocupació nazi, passà la resta de la seva vida a la població de Montoriol, on morí el 1984 a l'edat de 72 anys.